# Quint Mamili Vítul
Quint Mamili Vítul o Vitul (en llatí: Quintus Mamilius Q. F. M. N. Vitulus) va ser un magistrat romà. Era germà de Luci Mamili Vítul. Formava part de la gens Mamília i era de la família dels Vítul.
Va ser elegit cònsol de Roma l'any 262 aC amb Luci Postumi Megel, al tercer any de la Primera Guerra Púnica. Unit amb el seu col·lega, van reunir un exèrcit consolar de 4 legions i van desembarcar a Sicília on els dos cònsols van derrotar els cartaginesos a la batalla d'Agrigent i van ocupar Agrigent. 